# Apomys gracilirostris
Apomys gracilirostris is een knaagdier uit het geslacht Apomys dat behoort tot de muisachtigen. Het dier is alleen bekend van Mount Halcon op het Filipijnse eiland Mindoro. 
Het is een relatief grote muis met een zachte, grotendeels donkerbruine vacht, lange voeten, een lange staart en een lange snuit, die morfologisch uniek is binnen het geslacht. Op basis van genetische en morfologische overeenkomsten wordt Apomys datae uit Luzon als de nauwste verwant van A. gracilirostris beschouwd.

## Ontdekkingsgeschiedenis en taxonomie
In mei en juni 1992 werden tijdens een expeditie naar de Filipijnen, die tot doel had de kennis over de biodiversiteit van de Filipijnen te vergroten, zestien exemplaren van een tot dan toe onbekende muis gevangen op Mount Halcon op het eiland Mindoro. Deze dieren, die allemaal tussen 28 mei en 12 juni 1992 zijn gevangen, zijn tot op de dag van vandaag de enige voorbeelden van deze soort.

### Eerste beschrijving
Dit onbekende dier werd in 1995 in het wetenschappelijke tijdschrift Proceedings of the Biological Society of Washington door de bioloog Luis A. Ruedas beschreven als Apomys gracilirostris, indertijd de negende bekende soort van het endemische Filipijnse geslacht Apomys en, na Apomys musculus, de tweede die op Mindoro werd gevonden. Het dier werd daarna in 1996 in de rode lijst van bedreigde diersoorten opgenomen; ook de opstellers van een compilatie van de Filipijnse zoogdierfauna uit 1998 en van een taxonomisch standaardwerk voor zoogdieren uit 2005 accepteerden het dier als een nieuwe soort.
A. gracilirostris was de eerste nieuw beschreven Apomys sinds 1962, toen Apomys sacobianus beschreven werd, maar bij lange na niet de enige nieuwe soort die in de Filipijnen werd ontdekt. In de jaren 80 waren al verschillende nieuwe knaagdieren gevonden, waaronder zelfs een uit Mindoro (Anonymomys mindorensis). In de jaren na de beschrijving van A. gracilirostris bleef er een constante aanvoer van nieuwe soorten: tien jaar nadat A. gracilirostris beschreven werd waren er alweer acht nieuwe soorten bijgekomen. In 2006 werd nog een nieuwe Apomys beschreven, Apomys camiguinensis; daarnaast omvat Apomys nog steeds een aantal onbeschreven soorten, waaronder twee uit Mindoro. Ook een soort van het voornamelijk Indonesische geslacht Maxomys uit Mindoro moet nog een wetenschappelijke naam krijgen.

### Etymologie
De naam Apomys gracilirostris bestaat, zoals gebruikelijk in de zoölogische nomenclatuur, uit een geslachts- en een soortnaam. De geslachtsnaam, Apomys, is in 1905 door de Amerikaanse bioloog Edgar Mearns voorgesteld en betekent "muis uit Mount Apo" (mys, μῦς, is het Oud-Griekse woord voor "muis"; de typesoort van het geslacht werd voor het eerst gevonden op Mount Apo). De soortnaam, gracilirostris, is een combinatie van de Latijnse woorden gracilis "slank" en rostrum "snuit" en verwijst naar de lange, slanke snuit van het dier.
Er is nog geen officiële Nederlandstalige naam voor deze soort. In De Engelse taal wordt de soort aangeduid met Large Mindoro forest mouse, wat 'grote Mindoro bosmuis' betekent en in het Catalaans wordt de naam Ratolí menjacucs de musell esvelt gebruikt, dat vrij vertaald staat voor 'langsnuitmuis'. In het Pools ten slotte staat de soort bekend als Filipinomysz dżunglowa, wat vertaald kan worden als 'Filippijnse junglemuis'. 

## Kenmerken
| Maat                  | Holotype | Vrouwtjes (vier exemplaren) | Mannetjes (dertien exemplaren) |
| --------------------- | -------- | --------------------------- | ------------------------------ |
| Totale lengte (mm)    | 294      | 306,2 ± 23,21 (283-330)     | 314,1 ± 30,98 (288-398)        |
| Staartlengte (mm)     | 157      | 161,2 ± 12,61 (147-175)     | 159,0 ± 14,50 (135-185)        |
| Achtervoetlengte (mm) | 39       | 36,5 ± 3,70 (33-41)         | 38,8 ± 3,05 (34-45)            |
| Oorlengte (mm)        | 21       | 19,2 ± 1,26 (18-21)         | 18,6 ± 2,72 (14-22)            |
| Gewicht (g)           | 80       | 88,8 ± 17,97 (75-115)       | 87,4 ± 18,28 (71-140)          |

Het geslacht Apomys, waar ook A. gracilirostris toe behoort, is te herkennen aan de geringe grootte, de lange staart, lange, smalle achtervoeten, de aanwezigheid van vier mammae, die allemaal op de buik zijn gelegen, en een groot aantal kenmerken van de schedel. Binnen dit geslacht zijn de belangrijkste onderscheidende kenmerken van A. gracilirostris de zeer dunne en korte bovensnijtanden, de lange ondersnijtanden en de lange snuit. Ook de staart en de voeten zijn, zelfs binnen het geslacht Apomys, relatief lang. De kenmerken van de snijtanden zijn zo speciaal dat Ruedas aanvankelijk dacht dat hij een nieuw geslacht had gevonden toen hij A. gracilirostris ontdekte.

### Vacht
De vacht is zacht en glad. De haren van de rugvacht zijn bij de wortel lichtgrijs en bij de punt lichtbruin. Tussen de normale haren zitten vele zwarte voelharen. Hierdoor lijkt de rugvacht donkerbruin, hoewel net gevangen exemplaren er donker blauwgroen uitzien. Op het midden van de rug zijn sommige exemplaren donkerder, en alle dieren zijn bij de flanken lichter van kleur. De kleur van de buikvacht varieert van een dier waarbij de buikvacht niet in kleur van de rugvacht verschilt en enkele met een iets lichtere buikvacht via een paar dieren met grijze haren met zilverkleurige of bruine punten door de buikvacht heen tot twee exemplaren met een geelbruine buikvacht.

### Staart en poten
De staart is meestal egaal donker gekleurd, maar bij sommige dieren is de onderkant donkerder. Bij enkele exemplaren eindigt de staart in een witte punt van 2 tot 10 millimeter. De staart bevat 14 schubben per centimeter. De lange, donker gekleurde achtervoeten eindigen in lange klauwen (ca. 4 mm). De klauwen aan de voorvoeten zijn zo'n 3 mm lang. Het dier heeft zeven halswervels, dertien borstwervels, zes lendenwervels, drie heiligbeenwervels en tweeëndertig tot vijfendertig staartwervels.

## Evolutie en verwantschappen

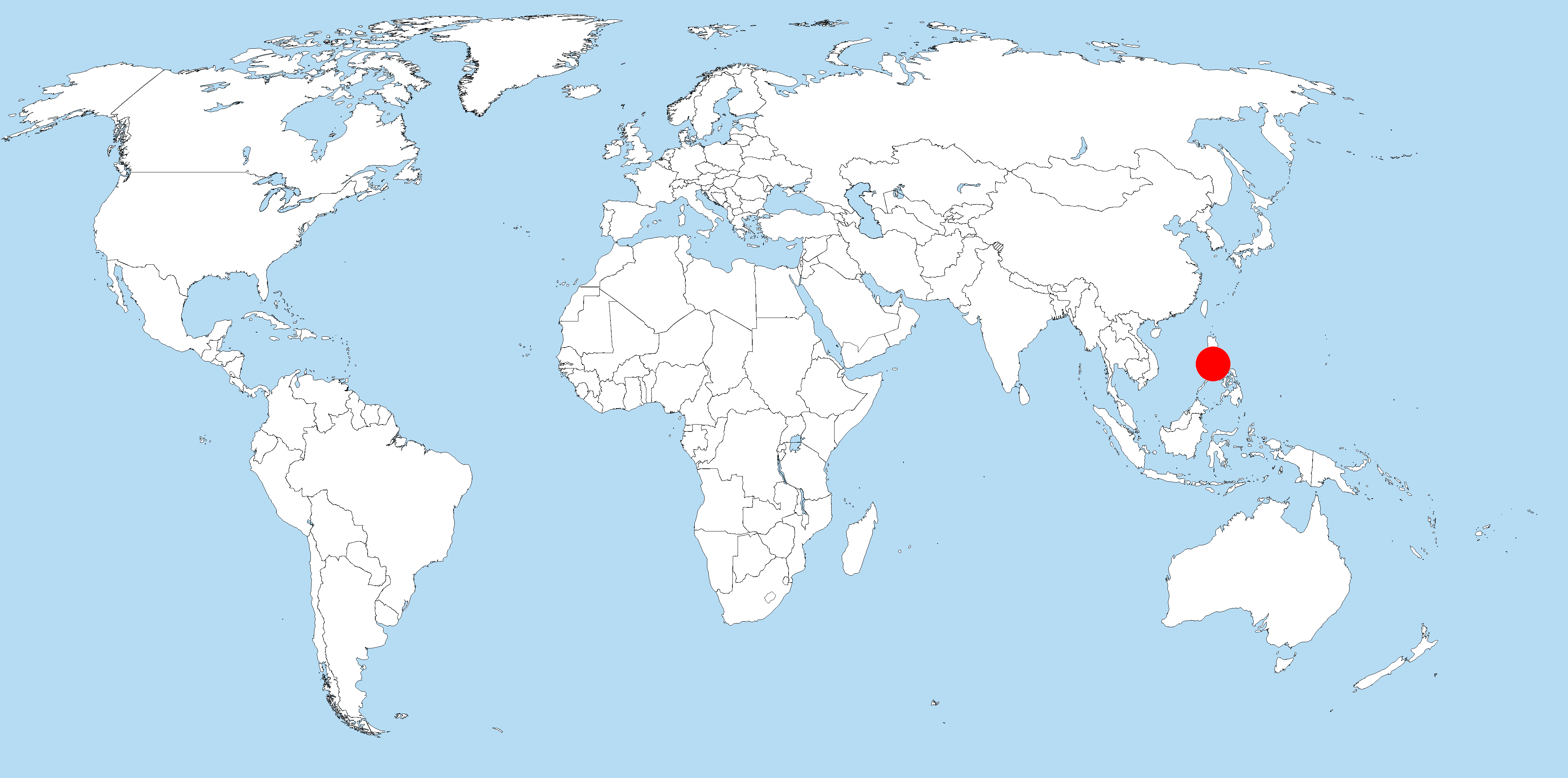
Locatie van het verspreidingsgebied.

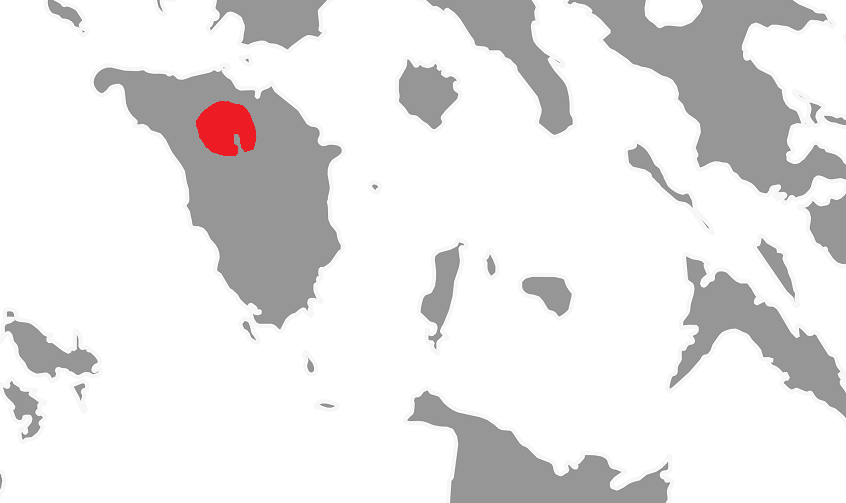
Verspreiding van Apomys gracilirostris binnen de Filipijnen in het rood.

Apomys gracilirostris behoort tot de Chrotomys-divisie, een groep binnen de Murinae die uitsluitend in de Filipijnen voorkomt en naast Apomys ook Rhynchomys, Chrotomys en Archboldomys omvat. Deze Filipijnse dieren hebben gemeenschappelijke morfologische en genetische kenmerken. Binnen deze groep is Apomys verreweg het grootste en wijdstverbreide geslacht: Apomys omvat kleine, onopvallende bosmuizen die in de gehele Filipijnen voorkomen, terwijl de andere, sterk gespecialiseerde geslachten nauwelijks buiten Luzon zelf te vinden zijn. 
Apomys zelf is in 1982 door Musser verdeeld in twee groepen, de datae-groep, met alleen A. datae uit Luzon, en de abrae-hylocetes-groep, met alle andere soorten. Deze groepen verschillen in de manier waarop de kop door slagaders van bloed wordt voorzien. Ruedas plaatste A. gracilirostris ook in de datae-groep. Naast het bovengenoemde kenmerk ondersteunt nog een aantal andere overeenkomsten deze verwantschap: beide soorten zijn relatief groot voor het geslacht en hebben een relatief lange snuit. Voor een genetisch onderzoek dat in 2003 werd gepubliceerd werd het cytochroom b (een mitochondriaal gen) van de exemplaren CMNH 646 en 648 van A. gracilirostris onderzocht. Deze genetische gegevens, de enige nieuwe informatie die sinds de oorspronkelijke beschrijving over A. gracilirostris is gepubliceerd, bevestigden de verwantschap tussen A. gracilirostris en A. datae.
De verwantschappen van A. gracilirostris zijn als volgt samen te vatten:
| datae-groep | \| \| Apomys gracilirostris \| \| \| \| \| \| Apomys datae \| \| \| \| |
|             | \| \| Apomys gracilirostris \| \| \| \| \| \| Apomys datae \| \| \| \| |
|             | abrae-hylocetes-groep (overige soorten)                                |
|             |                                                                        |
|             | Apomys gracilirostris                                                  |
|             |                                                                        |
|             | Apomys datae                                                           |
|             |                                                                        |

|  | Apomys gracilirostris |
|  |                       |
|  | Apomys datae          |
|  |                       |

| datae-groep | \| \| Apomys gracilirostris \| \| \| \| \| \| Apomys datae \| \| \| \| |
|             | \| \| Apomys gracilirostris \| \| \| \| \| \| Apomys datae \| \| \| \| |
|             | abrae-hylocetes-groep (overige soorten)                                |
|             |                                                                        |
|             | Apomys gracilirostris                                                  |
|             |                                                                        |
|             | Apomys datae                                                           |
|             |                                                                        |

|  | Apomys gracilirostris |
|  |                       |
|  | Apomys datae          |
|  |                       |

|  | Rhynchomys   |
|  |              |
|  | Chrotomys    |
|  |              |
|  | Archboldomys |
|  |              |

| datae-groep | \| \| Apomys gracilirostris \| \| \| \| \| \| Apomys datae \| \| \| \| |
|             | \| \| Apomys gracilirostris \| \| \| \| \| \| Apomys datae \| \| \| \| |
|             | abrae-hylocetes-groep (overige soorten)                                |
|             |                                                                        |
|             | Apomys gracilirostris                                                  |
|             |                                                                        |
|             | Apomys datae                                                           |
|             |                                                                        |

|  | Apomys gracilirostris |
|  |                       |
|  | Apomys datae          |
|  |                       |

| datae-groep | \| \| Apomys gracilirostris \| \| \| \| \| \| Apomys datae \| \| \| \| |
|             | \| \| Apomys gracilirostris \| \| \| \| \| \| Apomys datae \| \| \| \| |
|             | abrae-hylocetes-groep (overige soorten)                                |
|             |                                                                        |
|             | Apomys gracilirostris                                                  |
|             |                                                                        |
|             | Apomys datae                                                           |
|             |                                                                        |

|  | Apomys gracilirostris |
|  |                       |
|  | Apomys datae          |
|  |                       |

|  | Rhynchomys   |
|  |              |
|  | Chrotomys    |
|  |              |
|  | Archboldomys |
|  |              |

### Moleculaire klok
In het genetische onderzoek bleek A. gracilirostris ook de enige Apomys te zijn met significante genetische verschillen binnen de soort (volgens een moleculaire klok dateerden de verschillen tussen de twee exemplaren van 400 000 jaar geleden). Dit tijdstip ligt echter nog ver na de scheiding tussen A. datae en A. gracilirostris, die volgens de moleculaire klok ruim drie miljoen jaar geleden, in het Plioceen, moet hebben plaatsgevonden. Volgens dezelfde gegevens dateert Apomys van ruim vier miljoen jaar geleden en is de Chrotomys-divisie nog eens twee miljoen jaar ouder. Een ander, uitgebreider genetisch onderzoek naar de Filipijnse muizen en ratten van de Oude Wereld (Murinae), de onderfamilie waar A. gracilirostris toe behoort, gaf aan dat de Chrotomys-divisie ouder was (die is ruim tien miljoen jaar geleden ontstaan), en dat de scheiding tussen de Chrotomys-divisie en haar nauwste verwanten (volgens dit onderzoek een grotendeels Afrikaanse groep van onder andere Mus, Otomys en Mastomys) van zo'n zestien miljoen jaar geleden dateerde. Omdat er geen fossiele muizen en ratten van de Oude Wereld uit de Filipijnen bekend zijn en weinig uit andere gebieden, kunnen deze schattingen uitsluitend op de moleculaire klok gebaseerd worden en niet op paleontologische gegevens.

### Andere endemische soorten
Na Rattus mindorensis en Anonymomys mindorensis was A. gracilirostris het derde endemische knaagdier op Mindoro, afgezien van de ilinnevelrat (Crateromys paulus), wiens voorkomen op het eiland niet bevestigd is. In een compilatie van de Filipijnse zoogdierfauna die in 1998 verscheen, werd echter bekendgemaakt dat er nog een tweede endemische Apomys op Mindoro is, een tot nu toe onbeschreven soort. Deze heeft de voorlopige aanduiding "Apomys sp. E" gekregen en is mogelijk verwant aan twee andere onbeschreven soorten uit Sibuyan en Groot-Negros-Panay, A. sp. A/C en A. sp. B. Ook de lokale populatie van A. musculus, de enige andere Apomys die van het eiland bekend is, vertegenwoordigt mogelijk een aparte soort. Ook een varken, Sus oliveri, een rund, de tamaroe, en de vleerhond Styloctenium mindorensis zijn uitsluitend op Mindoro te vinden, naast de al eerder genoemde onbeschreven Maxomys. Dit relatief grote aantal endemische soorten valt in overeenstemming met de huidige kennis van de biogeografie van de Filipijnen te verklaren vanuit het feit dat Mindoro naar alle waarschijnlijkheid nooit met een andere landmassa verbonden is geweest. Hierdoor konden dieren op het eiland zich geïsoleerd van hun verwanten ontwikkelen.
Een opvallend biogeografisch aspect van Mindoro is de status van het eiland als overgangsgebied tussen Groot-Palawan en de rest van de Filipijnen. Aan de ene kant zijn soorten als Rattus mindorensis en de tamaroe duidelijk verwant aan dieren uit Groot-Palawan en de rest van Zuidoost-Azië, aan de andere kant herbergt Mindoro ook duidelijk Filipijnse dieren als Apomys en Chrotomys. Deze hebben Mindoro bereikt vanuit Luzon of in sommige gevallen mogelijk Groot-Negros-Panay. Apomys gracilirostris, met zijn verwantschap met A. datae uit Luzon, behoort naar alle waarschijnlijkheid tot de vormen die het eiland vanuit Luzon hebben bereikt.

## Ecologie en gedrag

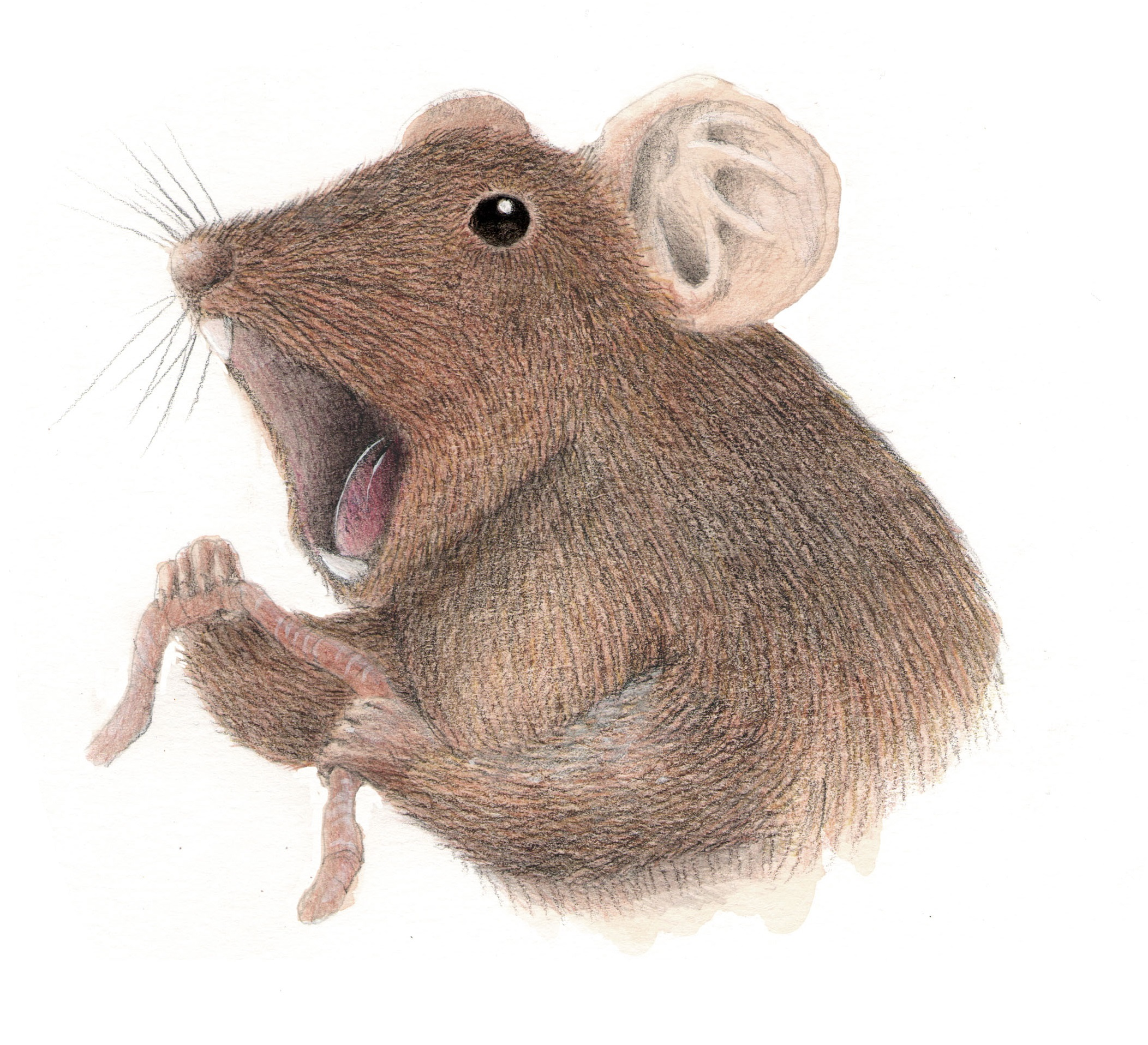
Apomys gracilirostris leeft waarschijnlijk van kleine ongewervelden zoals regenwormen, illustratie uit 1905.

Apomys gracilirostris is gevonden op drie verschillende plaatsen in de gemeente San Teodoro (provincie Oriental Mindoro), op de noordelijke helling van Mount Halcon. Deze locaties liggen op 1255 tot 1900 m hoogte. Het is echter zeer goed mogelijk dat A. gracilirostris ook op andere bergen op Mindoro voorkomt, vooral op het noordelijke deel van het eiland, waar nog veel onbeschadigd bergregenwoud over is.
De laagst gelegen bossen waar A. gracilirostris voorkomt, op ruim 1250 m boven zeeniveau, zijn voor het grootste deel 14 à 16 m hoog, met uitschieters tot 20 m. De dominante boomsoorten zijn vertegenwoordigers uit de mirtefamilie (Myrtaceae) en napjesdragersfamilie (Fagaceae) als Leptospermum flavescens, Tristaniopsis sp. en Lithocarpus sp. Deze zeer vochtige bossen hebben een dichte ondervegetatie tot op 2 m hoogte, die onder andere bestaat uit mossen, boomvarens en Pandanus. Op grotere hoogte (1600 à 1950 m) wordt het bos gedomineerd door bamboe; de enige aanwezige boomsoort is Agathis philippinensis. De vegetatie is daar 7 à 10 m hoog. Er zijn veel kleinere planten aanwezig, zoals Pandanus, varens en orchideeën. Op de bodem ligt een laag bladeren van 6 à 8 cm.

### Gedrag
Over het gedrag van A. gracilirostris is niets met zekerheid bekend. De lange snuit, de kleine bovensnijtanden en de grote lengte van de ondersnijtanden suggereren dat het dier van zachte ongewervelden leeft, maar zeker is dat niet. Daarnaast geven de lange staart en de lange achtervoeten met goed ontwikkelde klauwen aan dat het dier er naar alle waarschijnlijkheid een klimmende levensstijl op na houdt.

### Voortplanting
Ook over de voortplanting is nauwelijks iets bekend. In een vrouwelijk exemplaar van de soort zijn drie embryo's gevonden; daarnaast had een ander vrouwtje een gezwollen baarmoeder en waren bij enkele mannelijke exemplaren de teelballen zichtbaar.

## Beschermingsstatus
De beschermingsstatus van deze soort werd in de oorspronkelijke beschrijving niet expliciet genoemd, hoewel Ruedas schreef dat het bos op Mount Halcon koste wat het kost moet worden beschermd, gezien de unieke fauna die er gevonden wordt. In 1996 werd het dier op de rode lijst van de IUCN geplaatst als "kwetsbaar" onder de criteria B1+2b en C2a (kleine populatie en afname van de populatiegrootte). Als reden hiervoor werd de vernietiging van het leefgebied van het dier opgegeven. In 2008 is de status omgezet in "onzeker" omdat de soort mogelijk in meer hooglandgebieden zou kunnen voorkomen. In 2016 werd de status veranderd in "niet bedreigd", daar het dier algemeen voorkomt in zijn leefgebied.

## Tabel met gegevens van alle bekende exemplaren vanA. gracilirostris
In de onderstaande tabel zijn de belangrijkste data opgenomen van alle bekende exemplaren van Apomys gracilirostris; de catalogusnummers, de vangstdatum, de vondstlokatie, de hoogte waarop het dier is aangetroffen en het geslacht. 
| Nummer (CMNH) | Nummer (PNM) | Datum        | Locatie                                                             | Hoogte     | Geslacht en overige gegevens  |
| ------------- | ------------ | ------------ | ------------------------------------------------------------------- | ---------- | ----------------------------- |
| 634           | 3475         | -            | "Patok-tok" (lokale naam), vlak bij North Ridge                     | ca. 1900 m | Mannetje                      |
| 635           | 3476         | -            | "Patok-tok" (lokale naam), vlak bij North Ridge                     | ca. 1900 m | Vrouwtje                      |
| 636           | -            | -            | "Patok-tok" (lokale naam), vlak bij North Ridge                     | ca. 1900 m | Vrouwtje                      |
| 637           | 3477         | -            | "Patok-tok" (lokale naam), vlak bij North Ridge                     | ca. 1900 m | Mannetje                      |
| 639           | -            | -            | "Patok-tok" (lokale naam), vlak bij North Ridge                     | ca. 1900 m | Mannetje                      |
| 640           | -            | -            | "Patok-tok" (lokale naam), vlak bij North Ridge                     | ca. 1900 m | Mannetje                      |
| 641           | 3478         | -            | "Patok-tok" (lokale naam), vlak bij North Ridge                     | ca. 1900 m | Mannetje                      |
| 642           | -            | 28 mei 1992  | Riviervallei van de Dulangan, 13° 17′ 27″ NB, 120° 59′ 32″ OL       | ca. 1255 m | Jong mannetje                 |
| 643           | 3439         | 1 juni 1992  | Riviervallei van de Dulangan, 13° 17′ 27″ NB, 120° 59′ 32″ OL       | ca. 1255 m | Volwassen vrouwtje            |
| 644           | -            | 4 juni 1992  | North Ridge, "Hangló" (lokale naam) 13° 16′ 48″ NB, 120° 59′ 19″ OL | ca. 1580 m | Jong mannetje                 |
| 645           | -            | 7 juni 1992  | North Ridge, "Hangló" (lokale naam) 13° 16′ 48″ NB, 120° 59′ 19″ OL | ca. 1580 m | Jong mannetje                 |
| 646           | -            | 7 juni 1992  | North Ridge, "Hangló" (lokale naam) 13° 16′ 48″ NB, 120° 59′ 19″ OL | ca. 1700 m | Volwassen vrouwtje            |
| 647           | -            | 9 juni 1992  | North Ridge, "Hangló" (lokale naam) 13° 16′ 48″ NB, 120° 59′ 19″ OL | ca. 1700 m | Jong volwassen mannetje       |
| 648           | 3480         | 10 juni 1992 | North Ridge, "Hangló" (lokale naam) 13° 16′ 48″ NB, 120° 59′ 19″ OL | ca. 1700 m | Volwassen mannetje            |
| 649           | 3481         | 11 juni 1992 | North Ridge, "Hangló" (lokale naam) 13° 16′ 48″ NB, 120° 59′ 19″ OL | ca. 1700 m | Oud mannetje                  |
| 650           | 3482         | 12 juni 1992 | North Ridge, "Hangló" (lokale naam) 13° 16′ 48″ NB, 120° 59′ 19″ OL | ca. 1580 m | Volwassen mannetje (holotype) |